# میشیهیرو اوگاساوارا
میشیهیرو اوگاساوارا (انگلیسی: Michihiro Ogasawara؛ زادهٔ ۲۵ اکتبر ۱۹۷۳) بازیکن بیسبال اهل ژاپن است.
از باشگاه‌هایی که در آن بازی کرده‌است می‌توان به اژدهایان چونیچی اشاره کرد.